# (21089) Mochizuki
(21089) Mochizuki est un astéroïde de la ceinture principale.

## Description
(21089) Mochizuki est un astéroïde de la ceinture principale. Il fut découvert le 8 février 1992 à Geisei par Tsutomu Seki. Il présente une orbite caractérisée par un demi-grand axe de 2,67 UA, une excentricité de 0,13 et une inclinaison de 14,2° par rapport à l'écliptique.

## Compléments